# Gerstetten
Gerstetten là một thị xã thuộc huyện Heidenheim, bang Baden-Württemberg, miền nam nước Đức.

## Địa phương kết nghĩa
- Cébazat (gần Clermont-Ferrand), Pháp (Auvergne) kể từ ngày 27 tháng 6 năm 1992
- Pilisvörösvár, Hungary kể từ ngày 5 tháng 5 năm 1996